# ГЕС Семангка
ГЕС Семангка — гідроелектростанція, що споруджується в Індонезії на острові Суматра. Використовуватиме ресурс із річки Семангка, яка стікає з хребта Букіт-Барісан до розташованої на південно-східному завершенні острова затоки Семангка (відноситься до Зундської протоки, яка з'єднує Яванське море з Індійським океаном).
У межах проекту річку перекрили бетонною гравітаційною греблею, яка спрямовуватиме ресурс до прокладеної по висотах правобережжя дериваційної траси. Остання включатиме тунель довжиною 1,2 км з перетином 5,3х5,3 метра та канал завдовжки 5,5 км з шириною 6,4 метра і глибиною 3,7 метра. По завершенні каналу до розташованого внизу на березі річки машинного залу спускатиметься напірний водовід довжиною 0,8 км.
Основне обладнання станції становитимуть дві турбіни потужністю по 27,7 МВт.
Видача продукції відбуватиметься по ЛЕП, розрахованій на роботу під напругою 150 кВ.
Станом на 2018 рік будівельна готовність станції перевищила 90 %.